# Les Arques
Les Arques is een dorp in het Franse departement Lot. Het ligt 25 km ten noordwesten van Cahors.
Er is een Musée Zadkine, gewijd aan de beeldhouwer Ossip Zadkine en gevestigd in diens vroegere atelier.
De Église St. Laurent werd op initiatief van Zadkine in 1945 gerestaureerd.

## Demografie
Onderstaande figuur toont het verloop van het inwonertal (bron: INSEE-tellingen).